# Machaerirhynchus
Machaerirhynchus Gould, 1851 è un genere di uccelli dell'ordine dei Passeriformi, l'unico ascritto alla famiglia Machaerirhynchidae.

## Etimologia
Il nome scientifico del genere, Machaerirhynchus, deriva dall'unione delle parole greche μαχαιρα (makhaira, "coltellaccio") e ῥυγχος (rhynkhos/rhunkhos, "becco"), col significato di "dal becco a lama", in riferimento alla conformazione del becco.

## Descrizione

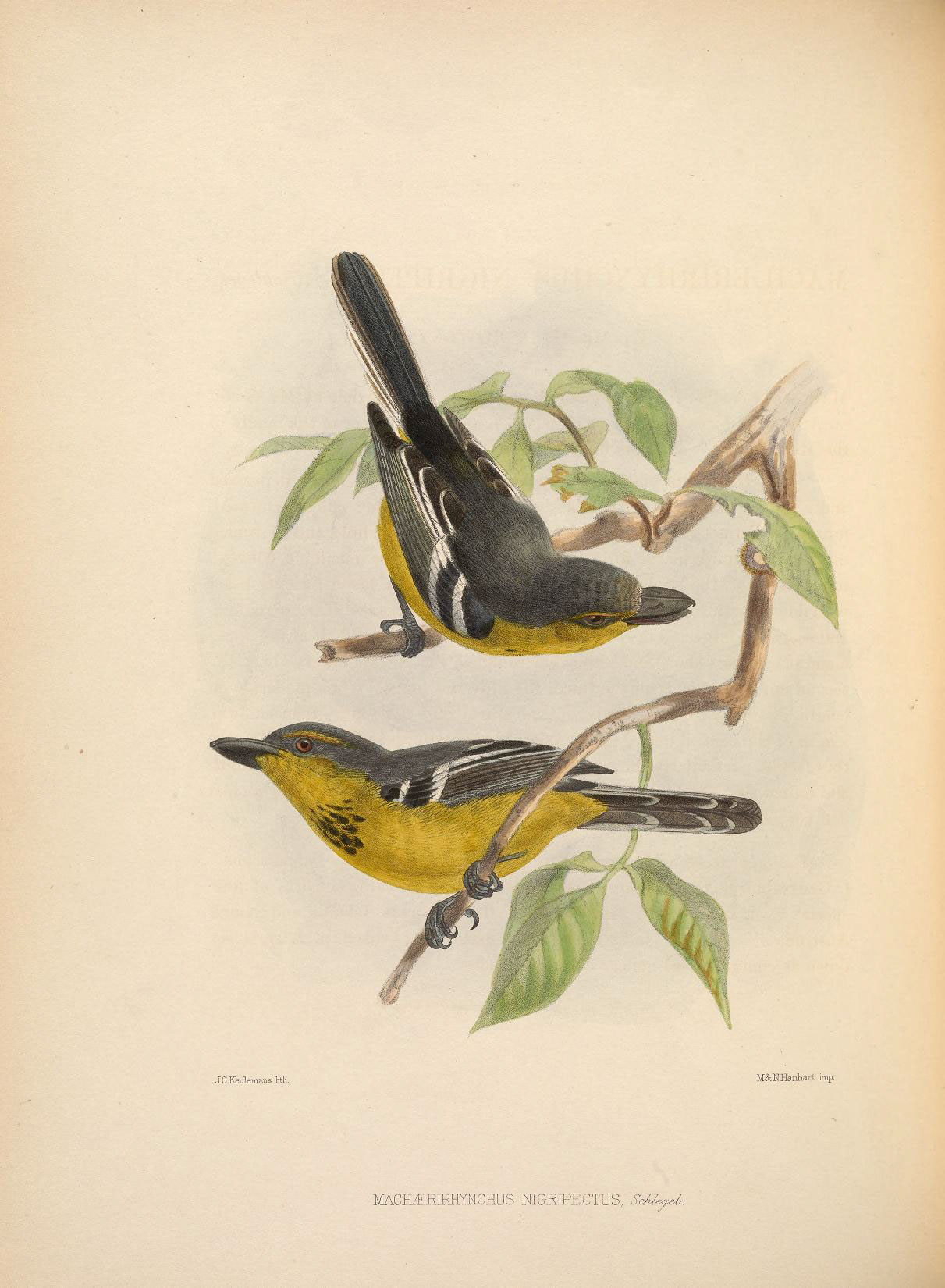
M. nigripectus.

Al genere vengono ascritti uccelli di piccole dimensioni (11–15 cm di lunghezza) e dal caratteristico aspetto arrotondato e simile agli eurilaimi, con grossa testa che a causa del corto collo pare un tutt'uno col corpo, becco largo e appiattito, ali arrotondate e coda rettangolare e piuttosto lunga.

Il piumaggio presenta sempre fronte, nuca e mascherina facciale nere, ali e coda anch'esse nere (le prime con specchi bianchi), area ventrale di colore giallo e petto che in una specie (appunto il beccotagliente pettogiallo) è dello stesso colore, nell'altra (il beccotagliente pettonero) è invece nero.

Il dimorfismo sessuale è presente, con femmine dai colori più tenui rispetto ai maschi.

## Biologia
Si tratta di uccelletti diurni, molto vispi e vivaci, che vivono da soli o in coppie, non di rado aggregandosi a stormi misti con altri insettivori (come le gerigoni).
La loro dieta è quasi interamente insettivora, con le prede che vengono generalmente catturate in volo.
La riproduzione avviene durante la stagione delle piogge: si tratta di uccelli monogami, nei quali la costruzione del nido a coppa e la cova delle uova sono di competenza esclusiva della femmina, mentre l'allevamento della prole viene condiviso da ambedue i genitori.

## Distribuzione e habitat
Le due specie ascritte al genere vivono entrambe in Nuova Guinea, con una (il beccotagliente pettogiallo) diffusa anche nella penisola di Capo York.
Le due specie mostrano parapatria, col beccotagliente pettogiallo che occupa la foresta pluviale di pianura ed il beccotagliente pettonero che lo sostituisce nella foresta montana e nebulosa.

## Tassonomia
Al genere vengono ascritte due specie:
Famiglia Machaerirhynchidae
- Genere Machaerirhynchus
- Machaerirhynchus flaviventer Gould, 1851 - beccotagliente pettogiallo
- Machaerirhynchus nigripectus Schlegel, 1871 - beccotagliente pettonero

Inizialmente classificati fra i Monarchidae, con l'avvento delle tecniche molecolari di investigazione sistematica i beccotagliente sono stati inquadrati come rappresentanti della radiazione evolutiva australo-papuana di passeriformi basali, nell'ambito della quale formano un proprio clade molto basale rispetto al raggruppamento Artamidae-Malaconotidae e affini.